# Hideo Oshima
Hideo Oshima (大島 秀夫 Oshima Hideo?), född 7 mars 1980 i Gunma prefektur, är en japansk fotbollsspelare.
Oshima började sin karriär 1998 i Yokohama Flügels. Med Yokohama Flügels vann han japanska cupen 1998. 1999 flyttade han till Kyoto Purple Sanga. Efter Kyoto Purple Sanga spelade han för Montedio Yamagata, Yokohama F. Marinos, Albirex Niigata, JEF United Chiba, Consadole Sapporo och Giravanz Kitakyushu. Han avslutade karriären 2016.